# Tomorrow Square
Tomorrow Square (chiń. 明天广场; pinyin Míngtiān Guǎngchǎng) – wieżowiec w Szanghaju w Chinach. Jest to obecnie czwarty co do wysokości budynek miasta. Ma ponad 284 metry wysokości i 55 pięter. Kolejne 3 piętra znajdują się pod powierzchnią ziemi. Zaprojektowany został przez: John Portman & Associates. Jego budowa rozpoczęła się w roku 1997, a zakończyła w 2003. Oficjalnie ukończony został 1 listopada 2003 roku.  Wykonano go głównie ze szkła i betonu. Całkowita jego powierzchnia użytkowa wynosi 130 063 m². Budynek ten poza biurami mieści hotel i restauracje. Ostatnie piętra budynku mieszczą w sobie najwyżej położone apartamenty w całym Szanghaju. Mieści się tutaj 342-pokojowy hotel Marriott oraz 255 apartamentów.